# Enchbajaryn Bjambadordż
Enchbajaryn Bjambadordż (mong. Энхбаярын Бямбадорж; ur. 23 września 2000) – mongolski zapaśnik startujący w stylu wolnym. Zajął dziewiętnaste miejsce na mistrzostwach świata w 2021. Wicemistrz Azji w 2024; piąty w 2022. Szósty w Pucharze Świata w 2019. Wicemistrz Azji kadetów w 2017 roku.